# Triphaenopsis largetaui
Triphaenopsis largetaui là một loài bướm đêm trong họ Noctuidae.